# CREB3L3
CREB3L3 (англ. CAMP responsive element binding protein 3 like 3) – білок, який кодується однойменним геном, розташованим у людей на короткому плечі 19-ї хромосоми. Довжина поліпептидного ланцюга білка становить 461 амінокислот, а молекулярна маса — 49 077.
| 10         |  | 20         |  | 30         |  | 40         |  | 50         |
| ---------- |  | ---------- |  | ---------- |  | ---------- |  | ---------- |
| MNTDLAAGKM |  | ASAACSMDPI |  | DSFELLDLLF |  | DRQDGILRHV |  | ELGEGWGHVK |
| DQQVLPNPDS |  | DDFLSSILGS |  | GDSLPSSPLW |  | SPEGSDSGIS |  | EDLPSDPQDT |
| PPRSGPATSP |  | AGCHPAQPGK |  | GPCLSYHPGN |  | SCSTTTPGPV |  | IQVPEASVTI |
| DLEMWSPGGR |  | ICAEKPADPV |  | DLSPRCNLTV |  | KDLLLSGSSG |  | DLQQHHLGAS |
| YLLRPGAGHC |  | QELVLTEDEK |  | KLLAKEGITL |  | PTQLPLTKYE |  | ERVLKKIRRK |
| IRNKQSAQES |  | RKKKKEYIDG |  | LETRMSACTA |  | QNQELQRKVL |  | HLEKQNLSLL |
| EQLKKLQAIV |  | VQSTSKSAQT |  | GTCVAVLLLS |  | FALIILPSIS |  | PFGPNKTESP |
| GDFAPVRVFS |  | RTLHNDAASR |  | VAADAVPGSE |  | APGPRPEADT |  | TREESPGSPG |
| ADWGFQDTAN |  | LTNSTEELDN |  | ATLVLRNATE |  | GLGQVALLDW |  | VAPGPSTGSG |
| RAGLEAAGDE |  | L          |  |            |  |            |  |            |

A: Аланін

C: Цистеїн

D: Аспарагінова кислота

E: Глутамінова кислота

F: Фенілаланін

G: Гліцин

H: Гістидин

I: Ізолейцин

K: Лізин

L: Лейцин

M: Метіонін

N: Аспарагін

P: Пролін

Q: Глутамін

R: Аргінін

S: Серин

T: Треонін

V: Валін

W: Триптофан

Кодований геном білок за функціями належить до активаторів, фосфопротеїнів. 
Задіяний у таких біологічних процесах, як транскрипція, регуляція транскрипції, відповідь на порушення конформації білку, альтернативний сплайсинг. 
Білок має сайт для зв'язування з ДНК. 
Локалізований у ядрі, мембрані, ендоплазматичному ретикулумі.